# Litchville
Litchville è un centro abitato (city) degli Stati Uniti, situato nella Contea di Barnes nello Stato del Dakota del Nord. Nel censimento del 2000 la popolazione era di 191 abitanti. La città è stata fondata nel 1900.

## Geografia fisica
Secondo i rilevamenti dell'United States Census Bureau, la località di Litchville si estende su una superficie di 3,80 km², tutti occupati da terre.

## Popolazione
Secondo il censimento del 2000, a Litchville vivevano 191 persone, ed erano presenti 55 gruppi familiari. La densità di popolazione era di 50 ab./km². Nel territorio comunale si trovavano 110 unità edificate. Per quanto riguarda la composizione etnica degli abitanti, il 97,91% era bianco, lo 0,52% era nativo, lo 0,52% era asiatico e l'1,05% apparteneva a due o più razze.
Per quanto riguarda la suddivisione della popolazione in fasce d'età, il 23,6% era al di sotto dei 18, il 5,2% fra i 18 e i 24, il 27,2% fra i 25 e i 44, il 16,2% fra i 45 e i 64, mentre infine il 27,7% era al di sopra dei 65 anni di età. L'età media della popolazione era di 41 anni. Per ogni 100 donne residenti vivevano 91,0 maschi.